# Хортон Плейнс
Хортон Плейнс, или Плато Хортон (синг. හෝර්ටන් තැන්න ජාතික උද්‍යානය) — национальный парк Шри-Ланки. Расположен около городов Нувара-Элия (32 км) и Охия (8 км) на южных отрогах центрального горного массива Шри-Ланки. Площадь национального парка составляет: 3,16 км². Находится на высоте 2134 метра над уровнем моря и является самым высоким плато на Шри-Ланке. Среднегодовая температура на плато составляет +14…+16 °C. Среднегодовое количество осадков на плато составляет 5000 мм в год в то время как среднегодовое количество осадков в горах Шри-Ланки составляет 2540 мм. Влажность составляет 65 %.
Местность была открыта плантатором Томасом Фарром в XIX веке. В 1834 году плато было названо честь губернатора Цейлона в 1831—1837 годах Роберта Уилмота Хортона. В 1969 году здесь был организован заповедник, который в 1988 году получил статус национального парка. 30 июля 2010 года на 34 сессии комитета всемирного наследия плато Хортона как часть нагорий Центральной Шри-Ланки было включено в список всемирного наследия ЮНЕСКО.
Парк представляет собой болотистую местность с горными вечнозелеными дождевыми лесами, лугами и большим количеством ручьёв, рек и каналов. На плато находятся истоки основных рек Шри-Ланки: Махавели, Валаве и Кенали.
На территории парка также расположены водопад Бейкера высотой 20 метров, названный в честь основателя города Нувара-Элия. С плато граничат горы Тхотупола Канда (высота 2357 метров) и Киригалпотта Канда (высота 2389 метров), которые являются одними из самых высоких на Шри-Ланке.
В парке обитают 24 вида млекопитающих, 87 видов птиц, 9 видов пресмыкающихся и 8 видов земноводных. Среди млекопитающих: индийские замбары, обыкновенные шакалы, цейлонские леопарды, большехвостые гигантские белки, индийские кабаны, цейлонские макаки, кошки-рыболовы, выдры, красные тонкие лори, индийские мунтжаки. Ранее на плато Хортона в большом количестве проживали цейлонские слоны, но они были истреблены в XX веке британскими колонистами. Среди птиц можно встретить горных хохлатых орлов, златопоясничных амадин. С Гималаев на плато попали пегие земляные дрозды, кашмирские мухоловки, синекрылые питты.
Кроме того в национальном парке представлены практически все эндемики горных районов острова: цейлонские синие птицы, желтоухие настоящие бюльбюли, цейлонские голуби, цейлонские белоглазки, пёстрые дрозды, цейлонские джунглевые курицы.
Достопримечательностью парка является скальный склон южной стороны плато, находящийся на высоте 2140 метров, который называется «конец света» из-за панорам, открывающихся с этого склона. Склон имеет два отвесных обрыва — один высотой 328 метров, второй — 1312 метров. Над обрывами организованы смотровые площадки. К «концу света» проложена круговая тропа протяжённостью 9 километров. Также в парке имеется скальный обрыв меньшей высоты, называемый «малый конец света».

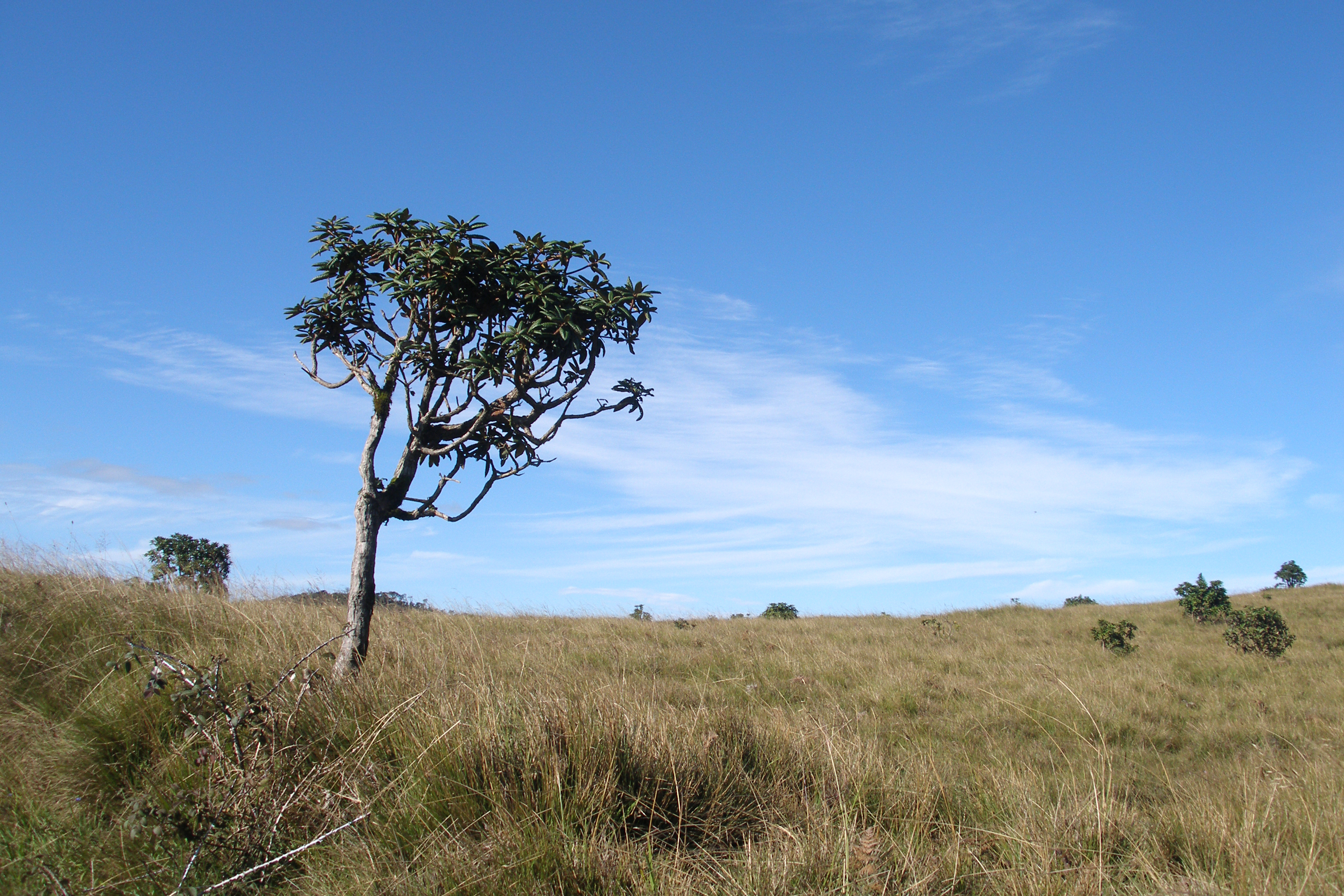
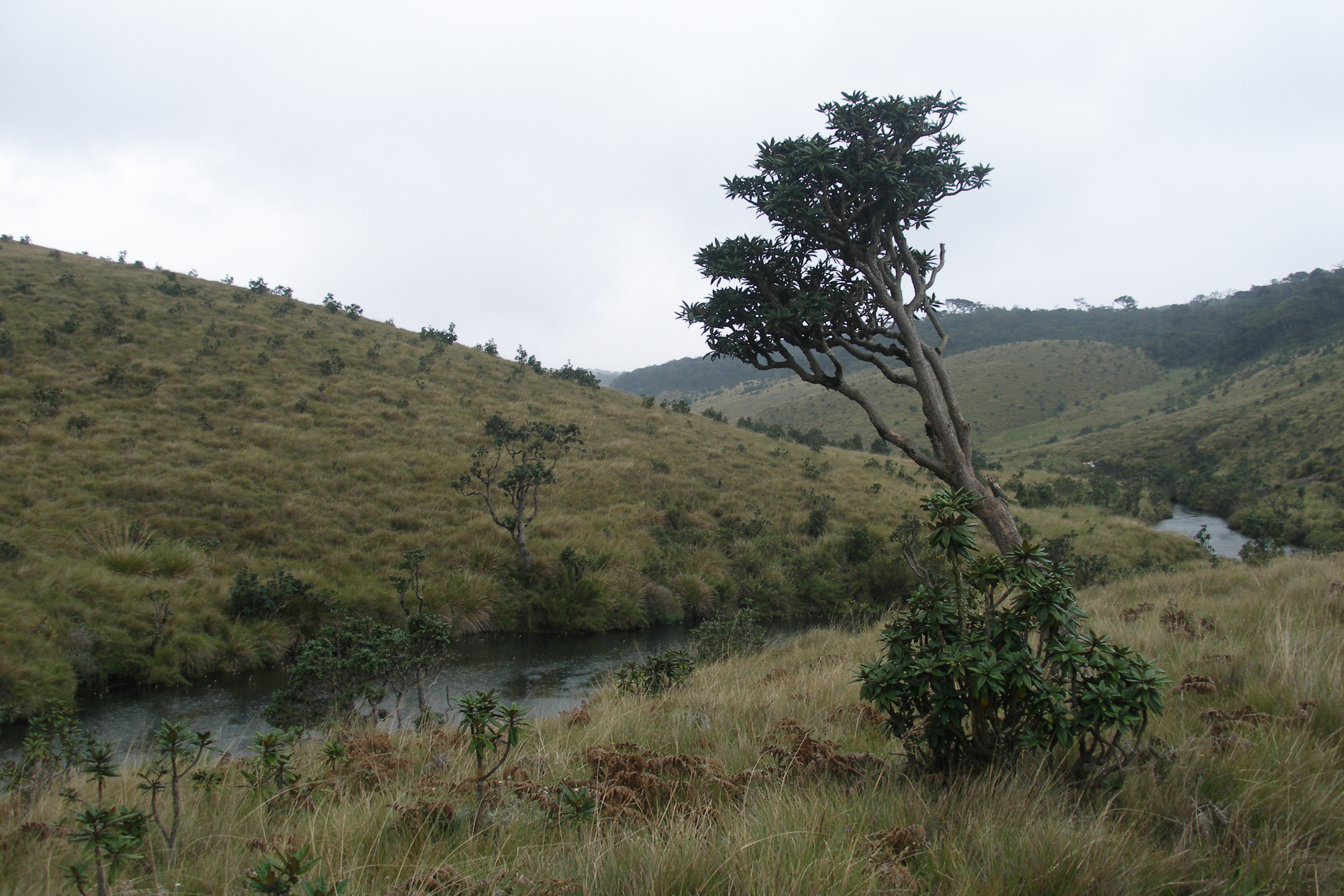
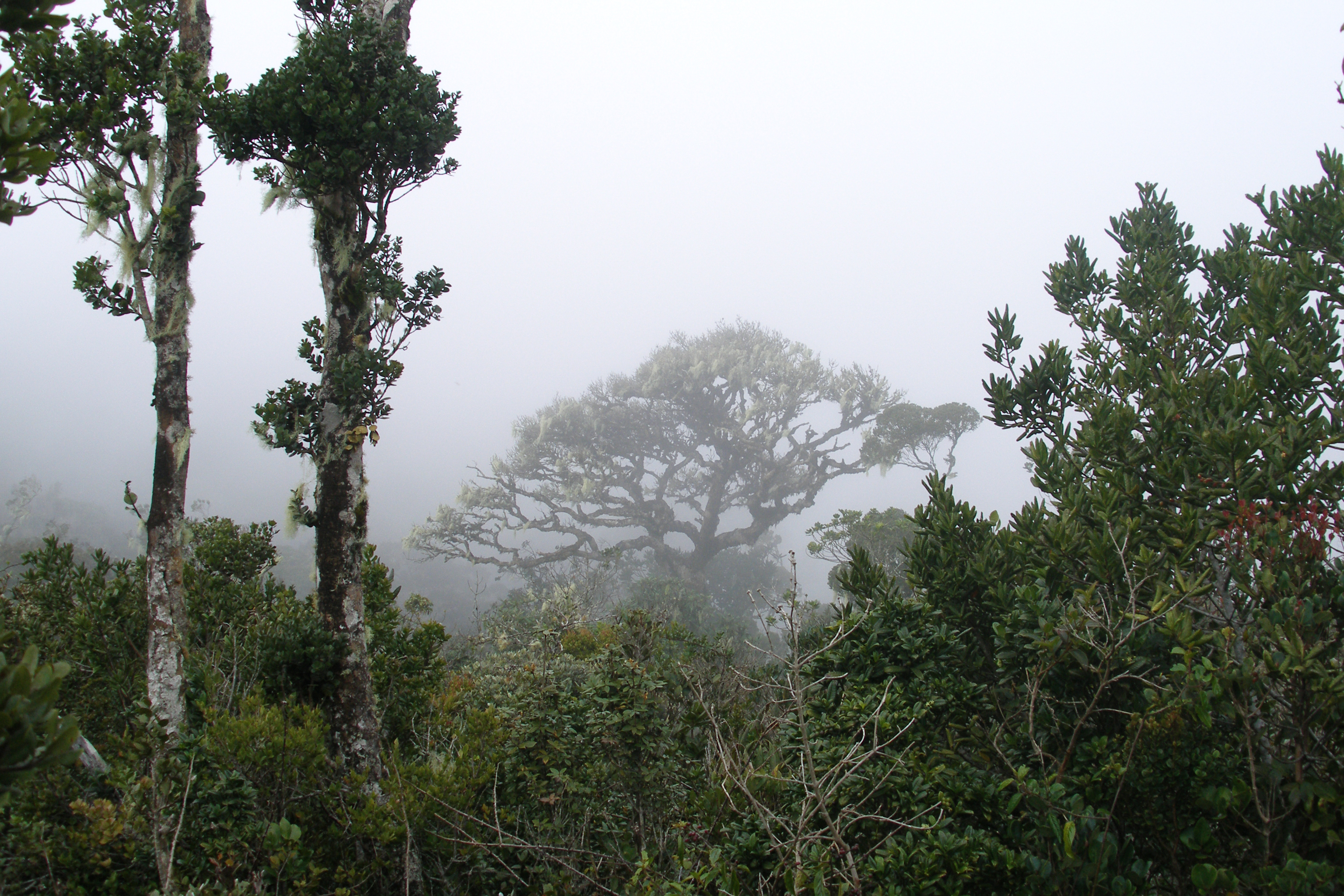
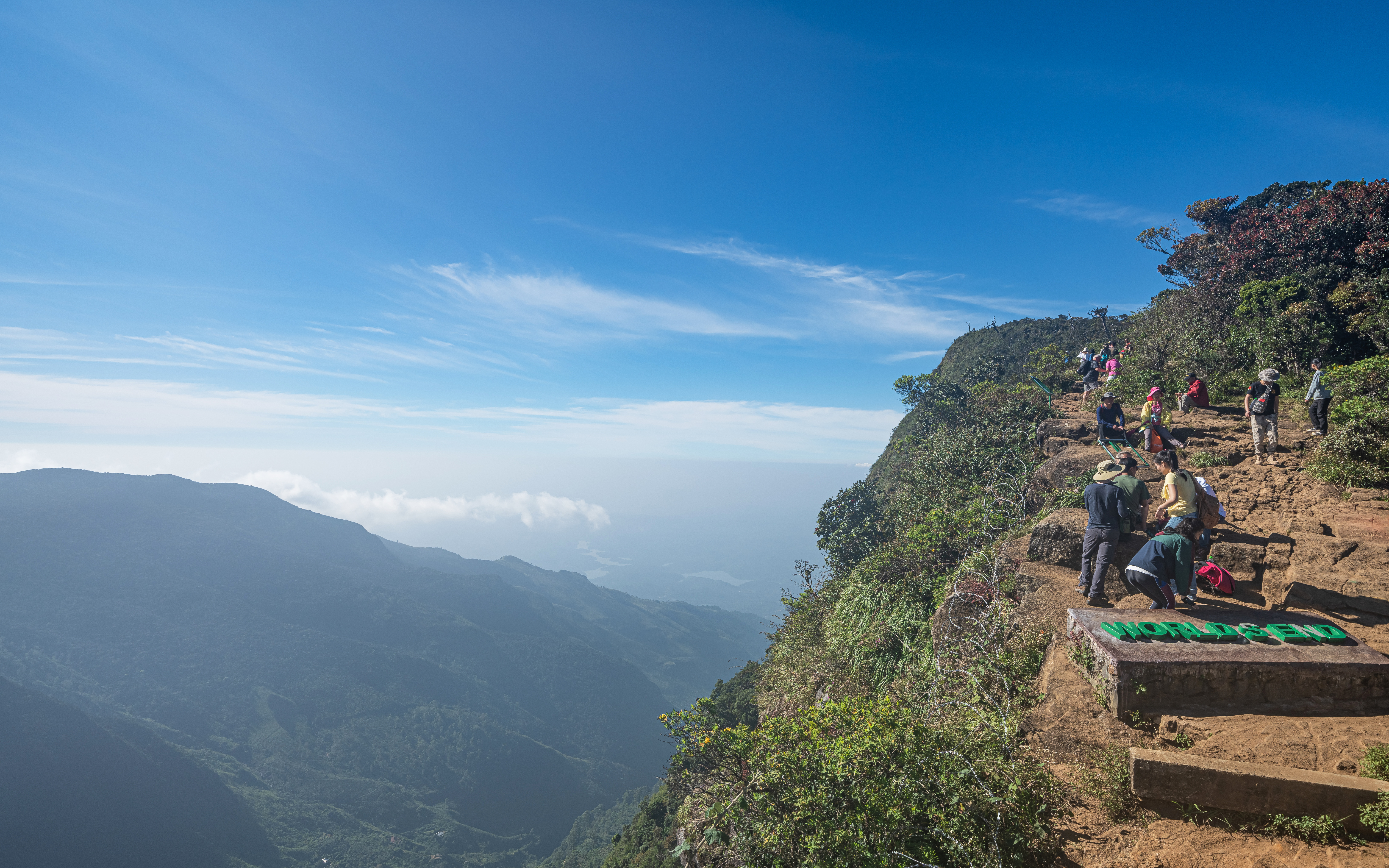
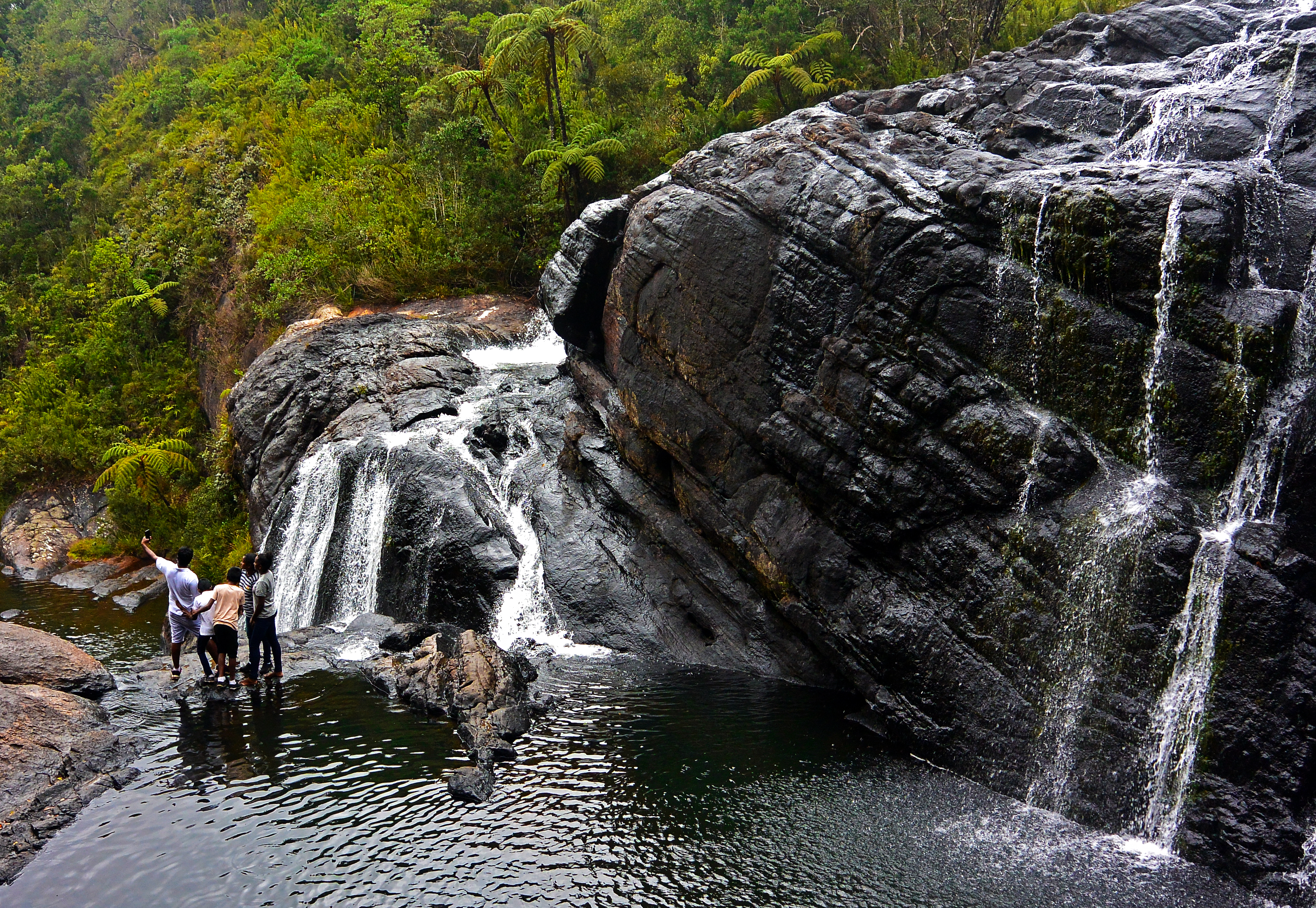
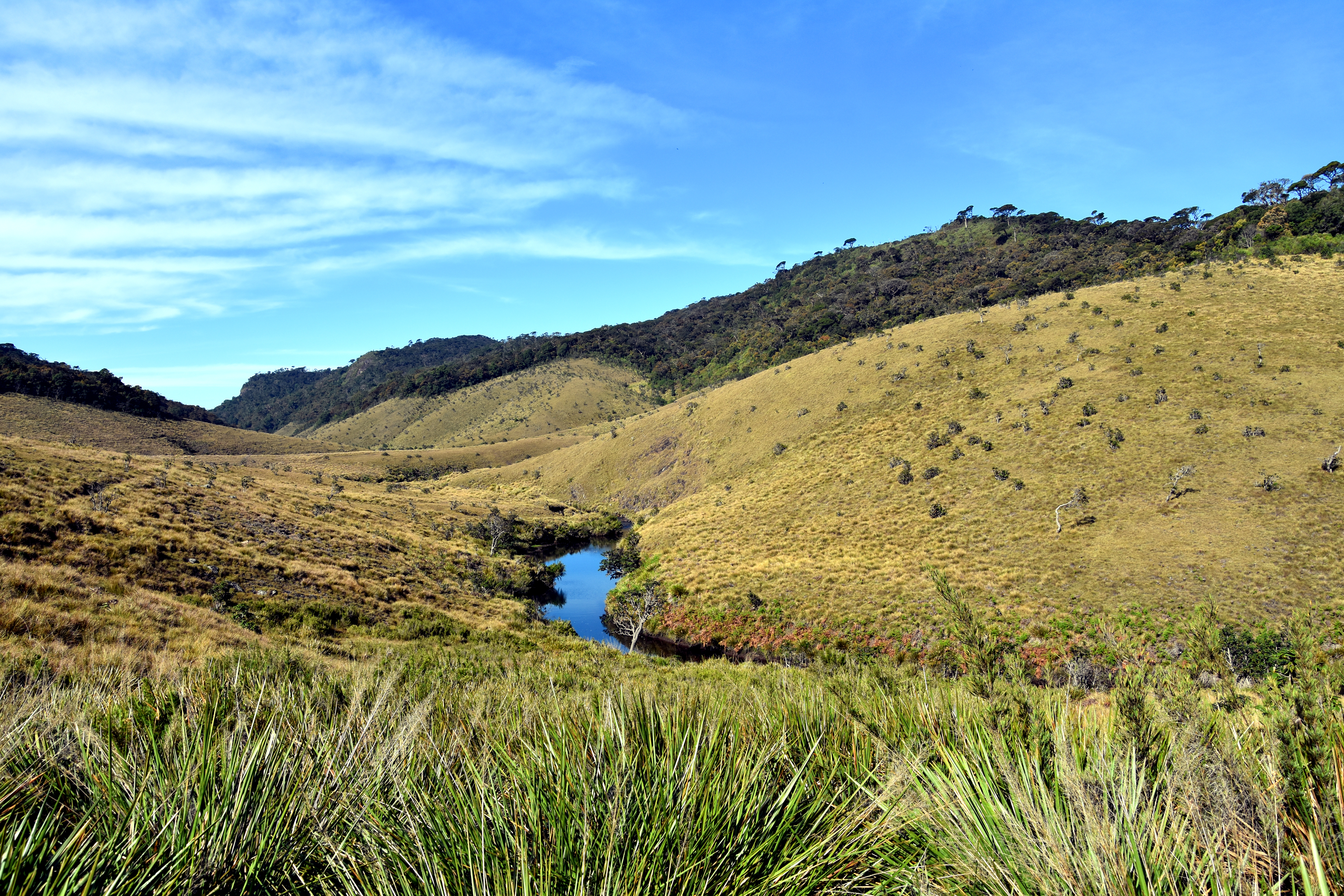
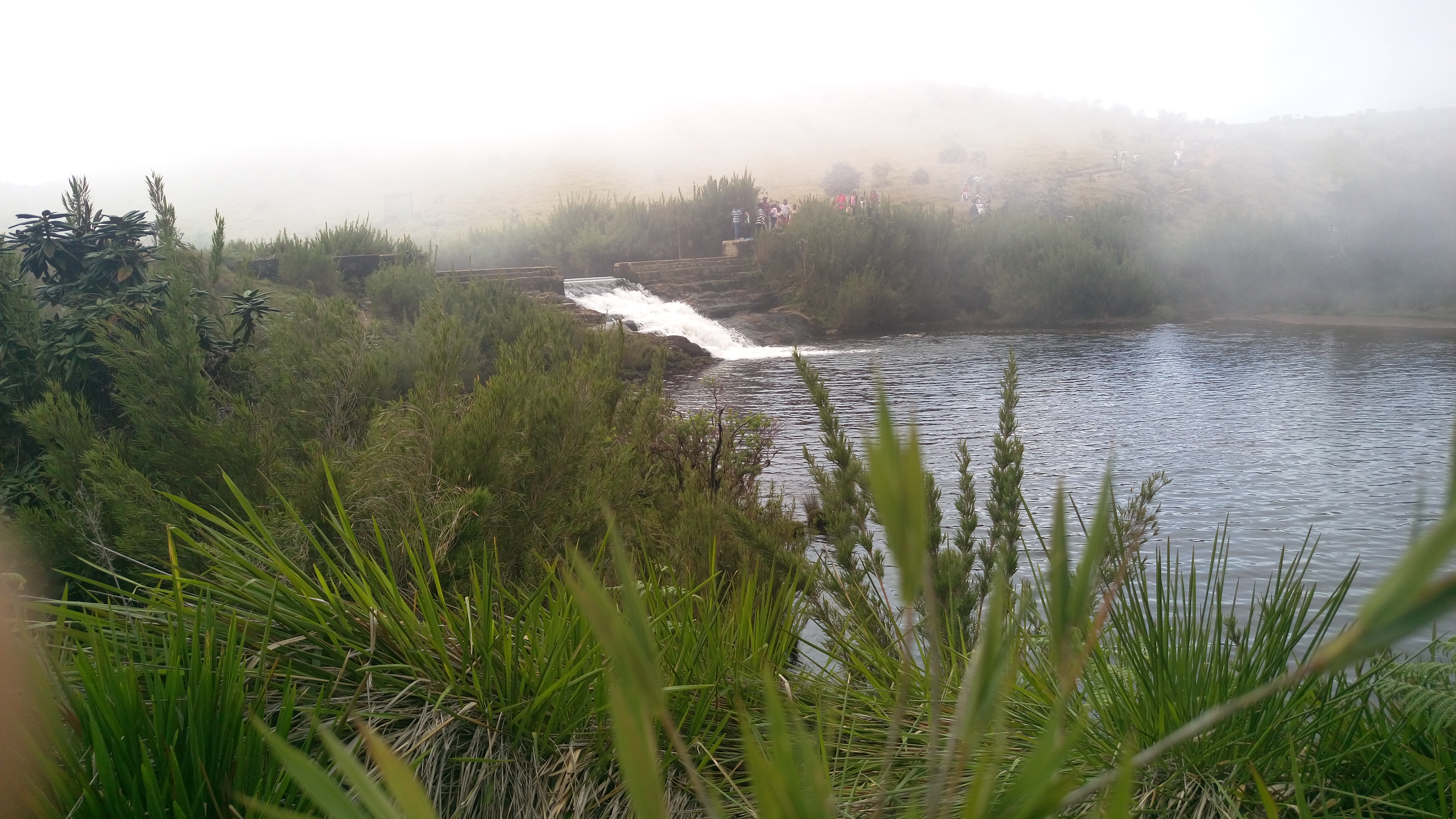
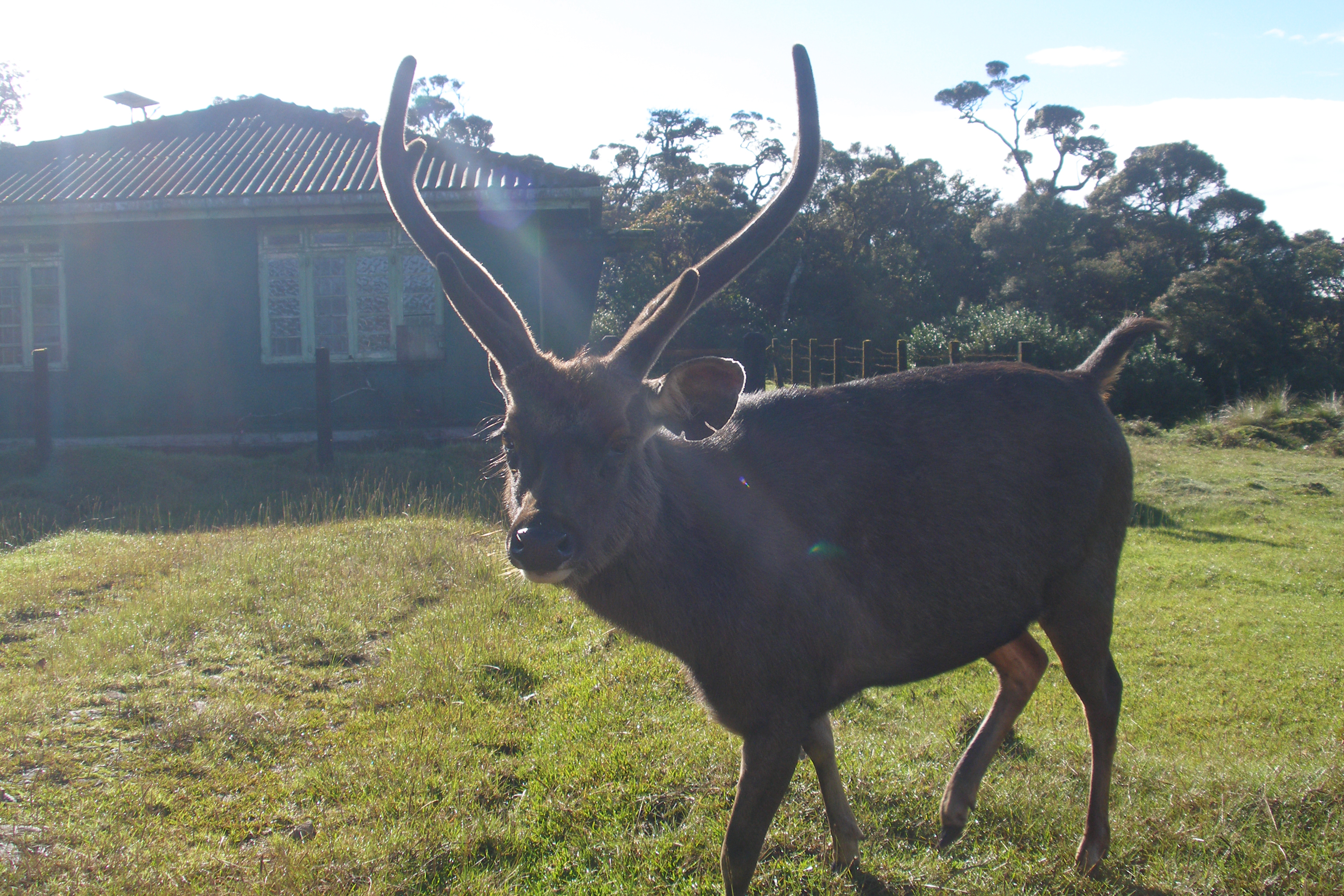